# Публий Мелий Капитолин
Публий Мелий Капитолин (на латински: Publius Maelius Capitolinus) e римски консулски военен трибун през 400 и 396 пр.н.е.
Произлиза от фамилията Мелии, клон Капитолин.